# Amt Wanfried
Das Amt Wanfried war eine territoriale Verwaltungseinheit der Landgrafschaft Hessen und ab 1567 der Landgrafschaft Hessen-Kassel. Von 1627 bis 1667 gehörte es zur landgräflichen Nebenlinie von Hessen-Rotenburg, der sogenannten „Rotenburger Quart“. Danach gehörte es zur Nebenlinie von Hessen-Wanfried und nach deren Aussterben ab 1755 wieder zu Hessen-Rotenburg. Die Landeshoheit über das Amt hatte dabei stets die Landgrafschaft Hessen-Kassel.
Bis zur Verwaltungs- und Gebietsreform des Kurfürstentums Hessen im Jahr 1821 und seiner damit verbundenen Auflösung bildete es als Amt den räumlichen Bezugspunkt für die Einforderung landesherrlicher Abgaben und Frondienste, für Polizei, Rechtsprechung und Heeresfolge.

## Geographische Lage

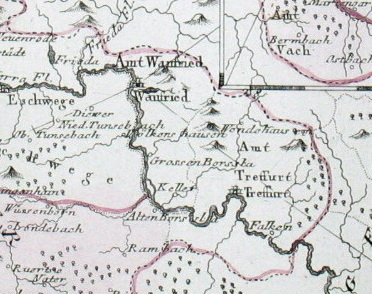
Das Amt Wanfried um 1793

Das Gebiet des Amts Wanfried lag am Rand des nordhessischen Berglands zwischen Schlierbachswald und Wanfrieder Werrahöhen. Es bestand aus zwei Teilen. Der Hauptteil mit Wanfried befand sich im Tal der Werra und lag bis auf Völkershausen an deren rechten Ufer. Der südliche Teil des Amts mit Weißenborn und Rambach lag im Schlierbachswald und war durch einen kleinen Teil des Amts Eschwege von Wanfried getrennt. Das Amt befand sich am östlichen Rand der Landgrafschaft Hessen und war nur im Westen mit dieser verbunden. Sein Territorium umschloss zum größten Teil den zur Ganerbschaft Treffurt gehörigen Ort Großburschla.
Das Amtsgebiet liegt heute im Nordosten des Landes Hessen und gehört zu den Orten Wanfried und Weißenborn (Hessen) im Werra-Meißner-Kreis. Der eichsfeldische Ort Döringsdorf im Norden des Amts gehört heute zum Landkreis Eichsfeld in Thüringen.
Das Gebiet des Amts grenzte:
- im Westen an das Amt Eschwege,
- im Norden an das Amt Bischofstein (zum kurmainzischen Eichsfeld gehörig),
- im Osten an die Ganerbschaft Treffurt (Kondominium der Landgrafschaft Hessen, Kurmainz und des Kurfürstentums Sachsen),
- im Südosten das Amt Creuzburg (Herzogtum Sachsen-Weimar-Eisenach)
- im Süden an das Amt Bischhausen.

## Zugehörige Orte
- Stadt Wanfried
- Schloss Wanfried
- Altenburschla
- Heldra
- Helderbach (Wüstung am Heldrabach) mit Feldmühle
- Rambach
- Weißenborn
- Völkershausen mit dem Gut Marienhof (vor 1585)
- Döringsdorf (bis 1583)

## Geschichte
Landgraf Heinrich I. von Hessen kaufte im Jahr 1306 vom thüringischen Landgrafen die Orte Wanfried und Frieda und einige eichsfeldische Dörfer. Nach kriegerischen Auseinandersetzungen mit den benachbarten Herren von Treffurt um den Besitz Wanfrieds suchte der siegreiche hessische Landgraf Heinrich II. nach 1336, die neuen, isolierten Besitzungen durch eine Landbrücke an sein Territorium zu binden. Zu diesem Zweck erwarb er 1365 von den Herren zu Völkershausen deren Gericht mit den Dörfern Altenburschla, Heldra, Helderbach, Rambach und Weißenborn. Zum Bezirk der Zent Wanfried gehörten seitdem außer Wanfried selbst die sechs Dörfer des Gerichts Völkershausen und der eichsfeldische Ort Döringsdorf.
Bevor Wanfried endgültig an die hessischen Landgrafen überging, kam es im Verlauf des Sternerkrieges zu Ende des 14. Jahrhunderts noch einmal zu erneuten Konflikten mit dem benachbarten Thüringen. Nach der Erbteilung der Landgrafschaft Hessen gehörte die Zent Wanfried seit 1567 zur Landgrafschaft Hessen-Kassel.
Das 1585 genannte „Amt Wanfried“ umfasste dieselben Dörfer wie die Zent, allerdings fehlten Völkershausen und Döringsdorf. Völkershausen am linken Werraufer gehörte seitdem zum benachbarten hessischen Amt Eschwege. Döringsdorf vertauschten die Landgrafen von Hessen im Jahre 1583 an den Mainzer Erzbischof und Kurfürsten Wolfgang von Dalberg. Das Dorf wurde dem Amt Bischofstein im mainzischen Eichsfeld zugeordnet.
Ab 1627 gehörten das 1608 durch Landgraf Moritz von Hessen-Kassel mit Stadtrecht versehene Wanfried und das Amt Wanfried zum Herrschaftsbereich der teilsouveränen Landgrafschaft Hessen-Rotenburg (Rotenburger Quart), und ab 1667 zur Landgrafschaft Hessen-Wanfried, welche sich in diesem Jahr von Hessen-Rotenburg abspaltete. Hessen-Kassel behielt jedoch in beiden Fürstentümern die Landeshoheit. Nach dem Erlöschen der Linie Hessen-Wanfried fiel das Amtsgebiet im Jahr 1755 an Hessen-Rotenburg zurück.
Während der französischen Besetzung gehörte das Amtsgebiet von 1807 bis 1813 zum napoleonischen Königreich Westphalen und war dreigeteilt. Die rechts der Werra gelegenen Orte wurden dem Distrikt Heiligenstadt im Departement des Harzes zugeteilt und den Kantonen Wanfried (Wanfried und Altenburschla) und Treffurt (Heldra und Wüstung Helderbach) zugeordnet. Die links der Werra gelegenen Orte Weißenborn und Rambach kamen zum Kanton Aue im Distrikt Eschwege des Departements der Werra.
Nach der Auflösung des Königreichs Westphalen im Jahr 1813 wurde die Landgrafschaft Hessen-Kassel, nun als Kurfürstentum Hessen bezeichnet, mit seiner vormaligen Verwaltungsstruktur wiederhergestellt. Das kurhessische Amt Wanfried innerhalb der Landgrafschaft Hessen-Rotenburg bestand noch bis 1821 und wurde dann im Zuge der kurhessischen Verwaltungsreform dem Landkreis Eschwege zugeordnet.